# Tadeusz Kłak
Tadeusz Kłak (ur. 21 sierpnia 1932 w Porąbkach k. Kielc) – polski eseista, dziennikarz, profesor nauk filologicznych o specjalności historia literatury polskiej, emerytowany pracownik Uniwersytetu Śląskiego.
W 1951 roku ukończył V Liceum Ogólnokształcące im. ks. Piotra Ściegiennego w Kielcach, a następnie studiował polonistykę w Katolickim Uniwersytecie Lubelskim. W czasie studiów debiutował jako dziennikarz artykułem „Błogosławiona bądź chwilo” (O Bożym Narodzeniu w poezji polskiej) w dzienniku „Słowo Powszechne” 1953, nr 299. Za rzeczywisty debiut jednakże uważa publikację „Żeromski w słowach poetów”, zamieszczoną w tygodniku „Dziś i Jutro”.
W latach studenckich Tadeusz Kłak angażował się w działalność Koła Polonistów KUL, gdzie pełnił funkcję przewodniczącego Sekcji Twórczości Własnej oraz redaktora czasopisma „Teatr Akademicki”. W roku 1955 rozpoczął pracę jako dziennikarz we „Wrocławskim Tygodniku Katolików”.
W latach 1961–1970 pełnił funkcję kierownika Muzeum Bolesława Prusa w Nałęczowie. W tym czasie gromadził również materiały dla Muzeum Józefa Czechowicza – które rozpoczęło działalność w Lublinie w roku 1968. Kłak uzyskał członkostwo w Związku Literatów Polskich, utrzymywał współpracę z Redakcją „Polskiego Słownika Biograficznego” oraz publikował na łamach lubelskiego tygodnika „Kamena”. W roku 1970 obronił na Uniwersytecie Jagiellońskim pracę doktorską u prof. Kazimierza Wyki. Temat jego pracy brzmiał: „Poezja Józefa Czechowicza”. Istniejący wówczas od dwóch lat Uniwersytet Śląski zatrudnił młodego adiunkta w swoim Instytucie Filologii Polskiej.
Tadeusz Kłak pełnił funkcję sekretarza, a następnie przewodniczącego Komisji Historycznoliterackiej Oddziału Katowickiego Polskiej Akademii Nauk. Ponadto przewodził Komitetowi Redakcyjnemu wydawanej przez katowicki oddział PAN serii „Spotkania z literaturą”. Prof. Kłak był członkiem Komitetu Nauk o Literaturze w latach 1983–1985, a w latach 1987–1990 wchodził w skład Rady Naukowej Instytutu Badań Literackich. Tadeusz Kłak jest członkiem Towarzystwa Naukowego KUL i Stowarzyszenia Pisarzy Polskich.
Prof. Kłak pełnił funkcję kierownika Zakładu Wiedzy o Kulturze i Życiu Literackim w latach 1983–1992.
Trzykrotny laureat nagrody ministra, został także uhonorowany Srebrnym Krzyżem Zasługi i odznakami Zasłużony Działacz Kultury i Za zasługi dla Uniwersytetu Śląskiego.
W swoim dorobku profesor Tadeusz Kłak ma ponad 400 pozycji bibliograficznych, wśród których aż 10 stanowią obszerne autorskie pozycje książkowe.